# ベスブ石
ベスブ石（ベスブせき、vesuvianite、ベスビアナイトとも）は、鉱物（ケイ酸塩鉱物）の一種。名前は最初に発見されたイタリアのベスビオ火山に由来する。別名のアイドクレーズ（idocrase）は、ギリシャ語の"Eidos"（見かけ）と"Krasis"（混交）にちなんでルネ＝ジュスト・アユイにより命名されたもので、結晶の形がジルコンなどと紛らわしいことによる。
スカルン中に含まれる代表的鉱物で、共生する柘榴石に似ている。
含有する元素により多彩な発色を示すことから、数多くの別名が付けられている。そのうち、銅を含むシプリンと、ホウ素を含み、光学的性質が異なるウィルアイト（旧称：ビリュイ石 Viluite）は独立種に昇格した。これらを含むベスブ石グループは2019年に定義され、10種が認められているが、組成が酷似しているため区別するには詳細な分析が必要となる。